# Zákon o služebním poměru příslušníků bezpečnostních sborů
Zákon o služebním poměru příslušníků bezpečnostních sborů neboli zákon č. 361/2003 Sb., o služebním poměru příslušníků bezpečnostních sborů, je český zákon, který vešel v platnost dne 31. října 2003 a účinnosti nabyl dne 1. ledna 2007.
Předmětem úpravy tohoto zákona jsou právní poměry fyzických osob, které v bezpečnostním sboru vykonávají službu (tj. příslušníkem), jejich odměňování, řízení ve věcech služebního poměru a organizační věci služby. Zákon určuje, že bezpečnostním sborem je Policie České republiky, Hasičský záchranný sbor České republiky, Celní správa České republiky, Vězeňská služba České republiky, Generální inspekce bezpečnostních sborů, Bezpečnostní informační služba a Úřad pro zahraniční styky a informace. Tyto sbory (a jejich příslušníci) se řídí zákon o služebním poměru.
Zákon stanovuje mj. služební hodnost, minimální stupeň vzdělání, minimální dobu trvání služebního poměru pro služební hodnost, tarifní třídu, hodnostní označení, kázeňské odměny, kázeňské tresty, dobu služby, služební pohotovost, dobu odpočinku, podmínky výkonu služby, náhradu škody, služební příjem a odměny, výsluhové nároky nebo řízení ve věcech služebního poměru.

## Základní povinnosti příslušníka
Mezi základní povinnosti příslušníka patří:
- dodržovat služební kázeň,
- zdržet se jednání, které může vést ke střetu zájmu služby se zájmy osobními a ohrozit důvěru v nestranný výkon služby, zejména nezneužívat ve prospěch vlastní nebo v prospěch jiných osob informace nabyté v souvislosti s výkonem služby a v souvislosti s výkonem služby nepřijímat dary nebo jiné výhody,
- zachovávat mlčenlivost o skutečnostech, o nichž se dozvěděl při výkonu služby; to neplatí, jestliže byl příslušník této povinnosti zproštěn služebním funkcionářem, nestanoví-li zvláštní právní předpis) jinak,
- prohlubovat svoji odbornost a udržovat svoji fyzickou zdatnost potřebnou pro zastávané služební místo a podrobovat se jejímu ověřování služebním funkcionářem,
- dodržovat pravidla služební zdvořilosti,
- poskytovat bezpečnostnímu sboru osobní údaje nezbytné pro rozhodování ve služebním poměru a pro plnění povinností bezpečnostního sboru podle zvláštních právních předpisů,
- vykonávat službu tak, aby nebyla ovlivňována jeho politickým, náboženským nebo jiným přesvědčením,
- ohlašovat vedoucímu příslušníkovi závady a nedostatky, které ohrožují nebo ztěžují výkon služby, a skutečnost, že byl pravomocně uznán vinným ze spáchání přestupku nebo pravomocně odsouzen pro trestný čin, bez zbytečného odkladu,
- chovat se a jednat i v době mimo službu tak, aby svým jednáním neohrozil dobrou pověst bezpečnostního sboru,
- nejpozději po zahájení řízení o přestupku, z něhož je obviněn, bez zbytečného odkladu oznámit správnímu orgánu příslušnému k projednání přestupku, že je příslušníkem.[2]

Vedoucí příslušník je též povinen:
- hodnotit výkon služby podřízených příslušníků,
- zabezpečovat, aby příslušníci byli pro výkon služby náležitě vyškoleni a vycvičeni,
- oceňovat příkladné plnění služebních povinností,
- vyvozovat důsledky z porušení služebních povinností a
- přijímat podněty k odstranění závad a nedostatků, které ohrožují nebo ztěžují výkon služby.[3]

## Omezení práv příslušníka
Příslušník má určitá omezení daná zákonem, např. příslušník nesmí být členem politické strany nebo politického hnutí ani vykonávat činnost v jejich prospěch; volební právo příslušníka tím není dotčeno. Příslušník zpravodajské služby též nesmí být členem odborové organizace.
Příslušník též nesmí být členem řídících nebo kontrolních orgánů právnických osob, které provozují podnikatelskou činnost, s výjimkou případů, kdy je do těchto orgánů vyslán služebním funkcionářem, a s výjimkou členství v řídících nebo kontrolních orgánech právnických osob, jejichž zřizovatelem nebo zakladatelem je stát. Příslušník vyslaný služebním funkcionářem jedná v těchto orgánech jako zástupce České republiky a je povinen prosazovat její zájmy. Příslušník může vykonávat jinou výdělečnou činnost než službu podle tohoto zákona pouze se souhlasem služebního funkcionáře. Služební funkcionář udělí rozhodnutím souhlas s výkonem jiné výdělečné činnosti za podmínky, že tato činnost nemůže vést ke střetu zájmů osobních se zájmy služby, k ohrožení dobré pověsti bezpečnostního sboru nebo k ohrožení důležitého zájmu služby.